# Atletismo nos Jogos Pan-Americanos de 1967 - Revezamento 4x100 m masculino
A prova do revezamento 4x100 m masculino nos Jogos Pan-Americanos de 1967 foi realizada em Winnipeg, Canadá.

## Medalhistas
| Ouro                                                                       | Prata                                                            | Bronze                                                                   |
| USA Estados Unidos Jerry Bright Ron Copeland Willie Turner Earl McCullouch | CUB Cuba Félix Eugellés Hermes Ramírez Pablo Montes Juan Morales | COL Colômbia Carlos Álvarez Pedro Grajales Hernando Arrechea Jaime Uribe |

### Final
| Posição           | Nação                 | Nomes                                                          | Tempo | Notas |
| ----------------- | --------------------- | -------------------------------------------------------------- | ----- | ----- |
| Medalha de ouro   | USA Estados Unidos    | Jerry Bright, Ron Copeland, Willie Turner, Earl McCullouch     | 39.05 |       |
| Medalha de prata  | CUB Cuba              | Félix Eugellés, Hermes Ramírez, Pablo Montes, Juan Morales     | 39.26 |       |
| Medalha de bronze | COL Colômbia          | Carlos Álvarez, Pedro Grajales, Hernando Arrechea, Jaime Uribe | 39.92 |       |
| 4                 | TRI Trinidad e Tobago |                                                                | 40.16 |       |
| 5                 | PUR Porto Rico        |                                                                | 40.70 |       |
| 6                 | CAN Canadá            |                                                                | 40.71 |       |
| 7                 | PER Peru              |                                                                | 41.03 |       |